# Hilton, Dorset
Hilton är en ort och civil parish i Storbritannien.   Den ligger i kommunen Dorset och riksdelen England, i den södra delen av landet, 170 km väster om huvudstaden London. Hilton ligger 203 meter över havet och antalet invånare är 477.
Terrängen runt Hilton är huvudsakligen platt, men åt nordost är den kuperad. Hilton ligger uppe på en höjd. Runt Hilton är det ganska tätbefolkat, med 108 invånare per kvadratkilometer. Närmaste större samhälle är Dorchester, 15,3 km sydväst om Hilton. Trakten runt Hilton består till största delen av jordbruksmark.